# Курдюмов, Михаил Григорьевич
Михаил Григорьевич Курдюмов (26 февраля 1869, Белгород — 1924) — русский учёный-архивист, археограф.

## Биография
Родился 26 февраля 1869 года[по какому календарю?] в дворянской семье.
В 1893 году окончил Харьковскую духовную семинарию. Продолжил учёбу на славяно-русском отделении в императорском Варшавском университете, который окончил в 1897 году со степенью кандидата историко-филологических наук. В том же году, в связи с получением службы в Министерстве финансов, переехал в Петербург. Служил чиновником Главного управления неокладных сборов и казённой продажи питей Министерства финансов. В свободное от прямых обязанностей время посещал лекции в Санкт-Петербургском археологическом институте и, окончив его полный курс в 1902 году, отказался от продолжения начатой карьеры и стал работать в Археографической комиссии; в 1906 году был избран сотрудником комиссии, а в 1919 году — её действительным членом.
В результате работы в архивах научное описание документов Комиссии, выполненное Курдюмовым, составило семь капитальных томов. С 1906 по 1916 год он подготовил к публикации и издал ценнейший актовый материал по истории монастырского и поместного землевладения XVI—XVII веков — «Акты Лодомской церкви Архангельской епархии», «Архив сельца Зиновьева», «Архив сельца Корнилова». Кроме того, изучил и систематизировал акты, так называемого, «Строевского собрания» — огромную коллекцию рукописей, насчитывающую более 3000 документов с 1400 по 1735 год. Два тома документов из этого собрания, подготовленные Курдюмовым, успели стать достоянием всего научного мира: они были изданы под редакцией С. Ф. Платонова в 1915 и 1917 годах.
Участвовал в редактировании Русского биографического словаря.
После Октябрьской революции 1917 года работал в Главархиве в Петрограде, сперва исполнял обязанности заведующего 2-м отделением V секции. Затем это отделение в 1919 году возглавил известный историк Е. В. Тарле, а М. Курдюмов стал помощником управляющего. Проработал в Главархиве почти пять лет до 1923 года, разбирая архивы упразднённых большевиками министерств финансов, торговли и промышленности, Государственного контроля и банков Российской империи. Продолжал научную деятельность в Археографической комиссии, деятельность которой свелась в те годы, в основном, к поиску, собиранию и спасению исторических документов, оставшихся бесхозными в годы революционных потрясений. М. Курдюмов ездил в Тихвин, где разыскал и привёз в Петроград шестьдесят пять подлинных писем историка П. М. Строева к Я. И. Бередникову (за 1832—1852 годы). Разыскивал и спасал архивы Соловецкого, Кирилло-Новоезерского, Александро-Свирского, Большого Тихвинского, Антониево-Сийского монастырей и других северных русских обителей.
В 1919 году совершил служебную поездку по Белозерскому краю, отчёт о которой впоследствии оказался в фондах Санкт-Петербургского филиала Архива Российской Академии наук — был без подписи и поэтому автором его предположительно значился В. Т. Георгиевский и только на основании подробного протокола заседания Археографической комиссии 18 ноября 1919 года был установлен подлинный автор.
С той же целью в 1920 году Археографическая комиссия посылала М. Г. Курдюмова в Новгород и Вятку.
Умер в 1924 году.